# Пилчер, Розамунда
Розамунда Пилчер, урождённая Скотт (англ. Rosamunde Pilcher, 22 сентября 1924, Лелант, Корнуолл, Англия — 6 февраля 2019, Лонгфорган, Шотландия) — английская писательница, мастер «женского романа».

## Биография
Розамунда Скотт родилась в семье флотского офицера. Училась сначала в школе St. Clare’s Polwithen, затем в Howell’s School Llandaff. После школы окончила курсы секретарей. Во время Второй мировой войны, в 1942 году девушка добровольцем записалась во флот, где прослужила с 1943 по 1946 годы. В 1943 году была отправлена по службе в Индию, где и находилась до окончания войны. 7 декабря 1946 года Розамунда вышла замуж за текстильного предпринимателя Грэхама Пилчера (англ. Graham Hope Pilcher) и уехала с ним в Шотландию. У Пилчеров родилось четверо детей: сыновья Робин и Марк и дочери Фиона и Филиппа (Пиппа). Со временем семья поселилась в Лонгфоргане близ Данди, где Розамунда Пилчер жила до самой смерти. В 1996 году Розамунда и её муж Грэхам отметили пятидесятилетнюю (золотую) годовщину свадьбы.
Пилчер заболела бронхитом в конце декабря 2018 года. Она перенесла инсульт 3 февраля 2019 года и скончалась три дня спустя, 6 февраля, не приходя в сознание.

## Творчество
В конце 1940-х годов под псевдонимом Джейн Фрэзер Розамунда начинает писать повести для издательства карманных любовных романов Mills & Boon (с 1970-х годов принадлежит издательству «Арлекин» (англ. Harlequin Enterprises), выпускающему покетбуки) . Этим псевдонимом Розамунда пользовалась вплоть до 1965 года и выпустила около десяти книг. Первая книга, опубликованная писательницей под её настоящим именем, была повесть «А secret to tell» (1955). С 1965 года Розамунда публикуется исключительно как Розамунда Пилчер.
Однако настоящий успех ждал её лишь в 1987 году после выхода в свет семейной саги «Собиратели ракушек» (англ. «The Shell Seekers»), в русском переводе — «Семейная реликвия». С тех пор романы выходят огромными тиражами: во всём мире продано более 60 миллионов экземпляров книг Розамунды Пилчер, что делает её одной из самых коммерчески успешных писателей современности.
В 2000 году опубликован последний роман — «Зимнее солнцестояние» (англ. «Winter Solstice»), в русском переводе — «В канун Рождества», после которого Розамунда Пилчер оставила литературную деятельность.
По романам Розамунды Пилчер снято множество художественных, преимущественно телевизионных, фильмов. В 1997 году писательница была удостоена премии Бэмби. В 2002 году ей было присвоено звание офицера Ордена Британской империи.
Романы Пилчер представляют собой лирическую прозу о любви, страданиях и дружбе. Её книги отличаются тщательностью проработки образов главных героев, места действия романов, чаще небольших городков Англии и Шотландии. В то же время, по мнению литературной критики, в наиболее коммерчески успешных романах писательницы основными принципами являются деньги, счастье и хэппи-энд. Отличительная особенность любовных историй Розамунды Пилчер — отсутствие описания сексуальных сцен, которые она зачастую заменяет многоточием. Это нередко становилось источником подтруниваний над Розамундой со стороны её детей.

## Цитата
Две самые лучшие вещи в жизни — это деньги и секс, но как только начинаешь обсуждать их, становится скучно.Оригинальный текст (англ.)The two most wonderful things in life are money and sex, but the minute you start discussing them, they become b-o-r-i-n-g— Розамунда Пилчер 
13 августа 2001

## Избранные произведения
- Спящий тигр (Sleeping Tiger, 1967)
- Конец лета (The End of Summer, 1971)
- Метель в апреле (Snow in April, 1972)
- Дикий горный тимьян (Wild Mountain Thyme, 1979)
- Карусель (The Carousel, 1982)
- Голоса лета (Voices in Summer, 1984)
- Собиратели ракушек (The Shell Seekers, 1988)
- Сентябрь (September, 1990)
- Возвращение домой (Coming Home, 1995)
- В канун рождества (Winter Solstice, 2000)